# شهرستان دونگتو
شهرستان دونگتو (به لاتین: Dongtou District) یک منطقهٔ مسکونی در چین است که در ونژو واقع شده‌است. شهرستان دونگتو ۲٬۷۰۰٫۳ کیلومتر مربع مساحت و ۱۳۰٬۶۰۰ نفر جمعیت دارد.